# Étoile invitée
L'expression d'étoile invitée est employée dans plusieurs textes d'astronomie chinoise pour mentionner l'apparition temporaire d'un nouvel astre dans le ciel. Cette expression est mentionnée par l'historien, astronome et mathématicien Li Chunfeng (602-670) de la dynastie Tang (618-907) dans son œuvre Guan xiang wan zhan (觀象玩占).
Cette expression regroupe de fait trois phénomènes astronomiques bien distincts : météorites, novas (et supernovas) et comètes. Le qualificatif d'« invitée » vient semble-t-il du fait que l'étoile, apparaissant dans une région du ciel, s'invitait symboliquement dans la région terrestre ou chez la personne avec laquelle cette région était identifiée, ce qui permettait aux astrologues de l'époque de proposer une interprétation astrologique de ce genre d'évènement. Si aujourd'hui l'interprétation astrologique est jugée sans intérêt pour les astronomes (mais pas pour les historiens), les témoignages relatifs aux étoiles invitées présentent un réel intérêt scientifique, notamment ceux concernant les supernovas historiques et diverses comètes, comme celle du groupe de Kreutz.
Plusieurs termes chinois sont aujourd'hui regroupés sous l'appellation unique d'« étoile invitée » :
- xingbo (parfois aussi boxing), litt. « étoile touffue » (diffuse)
- huixing, litt. « étoile balai »
- kexing, litt. « étoile invitée »
- liuxing, litt. « étoile courante »

Les deux premiers termes, xingbo/boxing et huixing désignent presque exclusivement des comètes du fait de leur aspect diffus, et le dernier terme concerne exclusivement les météorites. Bien qu'en principe les termes xingbo et huixing soient censés représenter des comètes présentant (huixing) ou ne présentant pas (boxing) une queue prononcée, les descriptifs faits de ces objets dans les différents textes indiquent qu'ils ont parfois été utilisés de manière interchangeable. Le terme de kexing fait, en principe, référence à des objets ponctuels (novas ou supernovas), mais il existe des cas où des comètes ont été décrites avec ce terme. D'autres termes plus spécifiques, en rapport manifeste avec l'interprétation astrologique faite des évènements observés, existent. C'est par exemple le cas de Zhoubo, correspondant à un astre jaune très lumineux, et annonciateur d'un évènement important.

### Livres
- 2017 : L'étoile invitée des Song, dans 4000 ans d'astronomie chinoise : les officiers célestes de Jean-Marc Bonnet-Bidaud, Edition Belin, 2017, p. 119-124

### Podcast
- 2017 : Pourquoi l'astronomie chinoise ? sur RFI (25/08/2017)